# ضريح شعيب النبي
ضريح شعيب النبي (بالفارسية: آرامگاه شعیب نبی) هو ضريح تاريخي يعود إلى السلالة الصفوية، ويقع في مقاطعة تستر.